# Луций Папирий Мугиллан (консул 427 года до н. э.)
Луций Папирий Мугиллан (лат. Lucius Papirius Mugillanus; V век до н. э.) — римский политический деятель из патрицианского рода Папириев, консул 427 года до н. э., военный трибун с консульской властью 422 года до н. э.
Коллегой Луция Папирия по консульству был Гай Сервилий Структ Агала. По данным Тита Ливия, в 427 году не происходило ничего, кроме подготовки к войне с Вейями.
В 422 году до н. э. Луций Папирий стал одним из трёх военных трибунов с консульской властью — наряду с Луцием Манлием Капитолином и Квинтом Антонием Мерендой. В 420 году до н. э. он занимал должность интеррекса, и по его инициативе были проведены выборы военных трибунов с консульской властью.